# Ustrój polityczny Szwajcarii
Ustrój polityczny Szwajcarii
Szwajcaria jest federacją demokratyczną oraz parlamentarną, gdzie na szeroką skalę wykorzystywana jest instytucja referendum (demokracja bezpośrednia). Szczególnie silna pozycja parlamentu i władz kantonalnych.
Szwajcaria jest związkiem państw. Tworzą ją republiki będące kantonami konfederacji, posiadające charakter organizmów państwowych. Jest to wyrażone nawet w ich oficjalnym nazewnictwie np. oficjalna nazwa Jury to Republika i Kanton Jura. Konstytucja przeprowadza podział kompetencji pomiędzy federację a kantony.
Zgromadzenie Federalne (parlament) to najwyższa władza rządząca Szwajcarii. Nie ma żadnych tzw. „hamulców” – nie można rozwiązać jej izb przed upływem kadencji. Wybiera również członków rządu (Rady Związkowej) i Trybunału Federalnego.
Nazywa się to „rządami zgromadzenia” – supremacja parlamentu nad pozostałymi władzami, które sam powołuje i sam nimi kieruje oraz kontroluje. Nie mają one możliwości hamowania jego poczynań lub tym bardziej przeciwstawiania się mu.
Konstytucja szwajcarska, pomimo powyższego, posiada przepisy o trójpodziale władz. Nie ma jednak tam zagwarantowanej ich równowagi.
Inna charakterystyczna cecha systemu szwajcarskiego to bezpośredniość – zarówno legislatywa, jak i egzekutywa mają równy stopień legitymizacji politycznej.

## Konstytucja

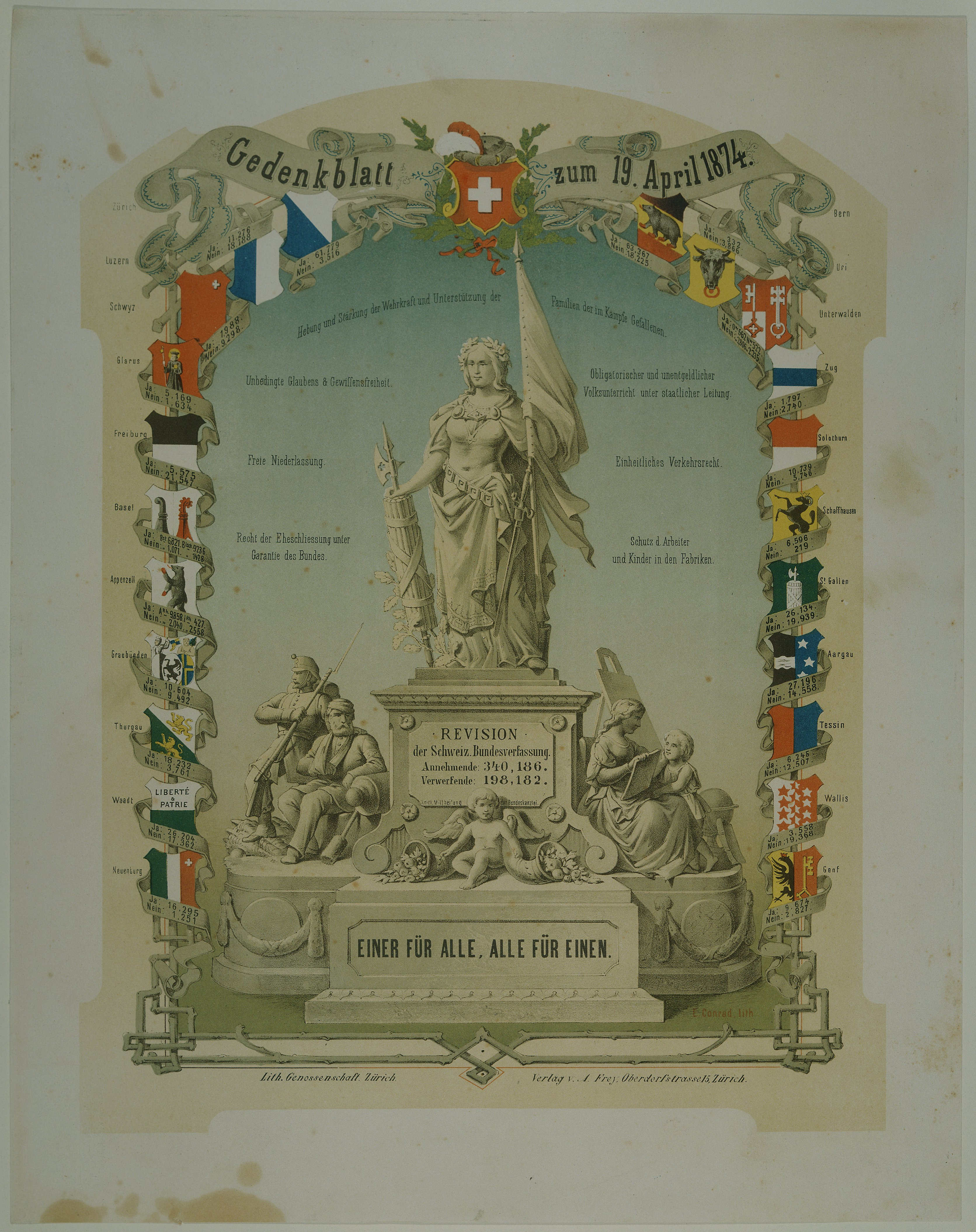
Karta upamiętniająca rewizję konstytucji w 1874 roku, widoczne narodowe motto Szwajcarii „Einer für alle, alle für einen” („Jeden za wszystkich, wszyscy za jednego”)

Konstytucja Federalna Konfederacji Szwajcarskiej (niem. Bundesverfassung der Schweizerischen Eidgenossenschaft, fr. Constitution fédérale de la Confédération suisse, wł. Costituzione federale della Confederazione Svizzera, retorom.: Constituziun federala da la Confederaziun svizra) została uchwalona 18 grudnia 1998 roku, poddana pod referendum 18 kwietnia 1999 roku, a weszła w życie 1 stycznia 2000 roku. Poprzednio obowiązująca pochodziła z 29 maja 1874 roku (była ona efektem gruntownej rewizji konstytucji z 12 września 1848 roku).
Konstytucja należy do sztywnych co oznacza, ze jej zmiana jest trudniejsza niż zmiana ustawy zwykłej. Spowodowane to jest to ogromnym zróżnicowaniem kraju.
Procedura zmiany konstytucji:
- inicjatywa 100 tys. wyborców,
- referendum,
- jeżeli zostanie ona poparta w referendum przez większość głosujących, wówczas konieczne wysunięcie propozycji zmiany całkowitej przez jedną lub drugą izbę parlamentu. Wtedy poparcie przez drugą izbę oznacza wszczęcie procedury parlamentarnej. W przypadku jego braku, następuje referendum. Jeśli naród jest „za”, wówczas dochodzi do skrócenia kadencji parlamentu i przeprowadza się wybory do nowych izb parlamentarnych.
- uchwalenie nowej konstytucji z inicjatywy parlamentarzystów.

Do powyższego należy dodać, iż:
- referendum zatwierdzające projekt nowej konstytucji ma charakter „podwójny”, tj. odrębnie liczy się głosy wszystkich głosujących, a odrębnie głosy z kantonów. Dla zatwierdzenia projektu konstytucji, „za” musi być większość ludzi w całym kraju i większość kantonów.
- referendum w sprawie przystąpienia do procedury całkowitej zmiany konstytucji jest referendum „pojedynczym”.

## Referendum
W systemie politycznym Szwajcarii referendum zarządza się w szeregu przypadków:
- w przypadku inicjatywy ludowej w sprawie całkowitej zmiany konstytucji (100 tys. obywateli),
- inicjatywa ludowa w sprawie częściowej zmiany konstytucji (również 100 tys. głosów),
- referendum obligatoryjne – zmiany konstytucji, przystąpienie do organizacji kolektywnego bezpieczeństwa lub do wspólnot ponadnarodowych (np. ONZ), ustawy federalne uchwalone w trybie pilnym i nieopierające się o konstytucję, w przypadku różnego stanowiska izb parlamentarnych – pytanie o konieczność całkowitej zmiany konstytucji, wniosek wstępny z inicjatywy ludowej o zmianę konstytucji, poparcie wniosku wstępnego o częściową zmianę konstytucji – jeśli parlament odrzucił ten wniosek,
- referendum fakultatywne (nieobowiązkowe, na żądanie 50 tys. obywateli lub 8 kantonów) – ustawy federalne, niektóre umowy międzynarodowe.

Także w kantonach występuje ludowa inicjatywa ustawodawcza (dotycząca ustaw kantonalnych), referendum budżetowe (budżet w Szwajcarii nie ma formy ustawy), w kilku kantonach funkcjonuje jako najwyższy organ władzy zgromadzenie ludowe wszystkich obywateli kantonu (wiec).

## Parlament (Zgromadzenie Federalne)

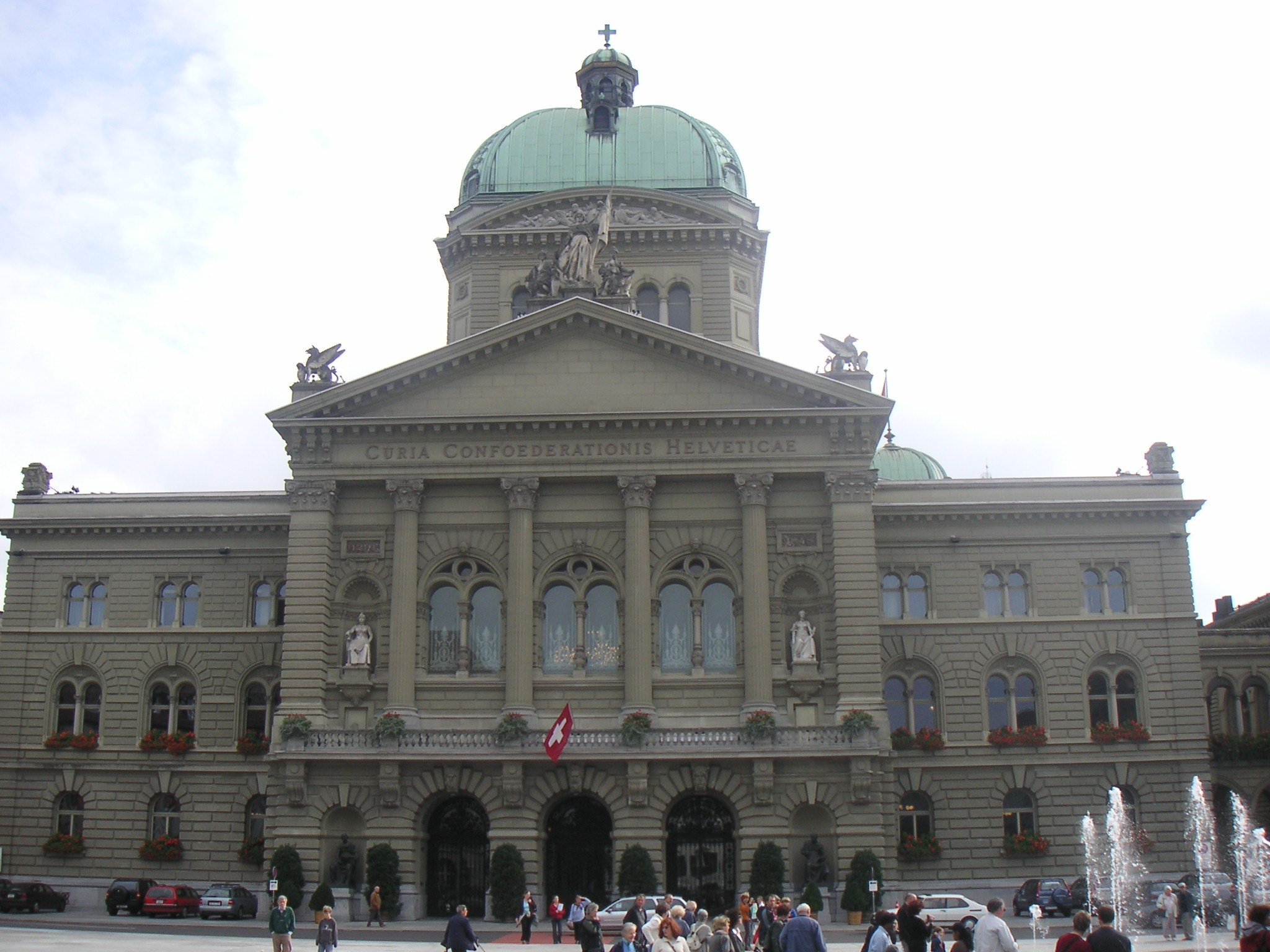
Curia Confoederationis Helveticae – siedziba parlamentu i rządu szwajcarskiego w Bernie

Zgromadzenie Federalne – parlament szwajcarski (niem. Bundesversammlung, fr. Assemblée fédérale, wł. Assemblea Federale, retorom. Assemblea Federala) składa się z dwóch izb:
- Rada Narodowa (niem. Nationalrat, franc. Conseil National, wł. Consiglio Nazionale, retorom. Cussegl Naziunal) – w skład której wchodzi 200 członków, noszących miano „deputowanych narodu”,
- Rada Kantonów (niem. Ständerat, franc. Conseil des Etats, wł. Consiglio degli Stati) – reprezentacja kantonów, składa się z 46 „deputowanych kantonów”. 6 spośród 26 kantonów (dawne „półkantony”) wybiera tylko po jednym reprezentancie, a pozostałych 20 – po dwóch.

System dwuizbowości szwajcarskiej ma charakter symetryczny („egalitarny”) – obie izby mają takie same prawa, zgoda obu izb jest konieczna dla uchwalenia czegokolwiek, a postępowanie ustawodawcze może się rozpocząć w każdej z izb.
Konstytucja wspomina o kadencji wyłącznie Rady Narodowej (4 lata), która nie może być rozwiązana przedterminowo. Nie precyzuje czasu trwania kadencji Rady Kantonów – zasady wyborów do RK regulują bowiem konstytucje poszczególnych kantonów. Pojęcie kadencji nie odnosi się do całej Rady, tylko do jej członków (trwa – w zależności od wewnętrznych przepisów kantonalnych – od roku do 4). Ustawodawstwo kantonalne jest jednak w tej sferze zasadniczo zbieżne.
Zgromadzenie Federalne ma niezwykle szerokie uprawnienia. Wyróżnia się szereg jego funkcji. Najważniejsze to:
- ustawodawcza (również dokonywanie zmian konstytucyjnych),
- elekcyjna (wybór rządu – Rady Federalnej, prezydenta i wiceprezydenta, Kanclerza Federalnego, przewodniczącego i wiceprzewodniczącego Trybunału Federalnego, generała (głównodowodzącego armią)),
- kierownicza (wobec rządu)
- kontrolna – nadzór nad rządem, nad stosunkami z zagranicą, zatwierdzanie sprawozdania finansowego państwa, formowanie parlamentarnych komisji śledczych,
- sądowa – rozstrzyganie sporów kompetencyjnych, o ważności inicjatywy ludowej, udzielanie łaski osobom skazanym.

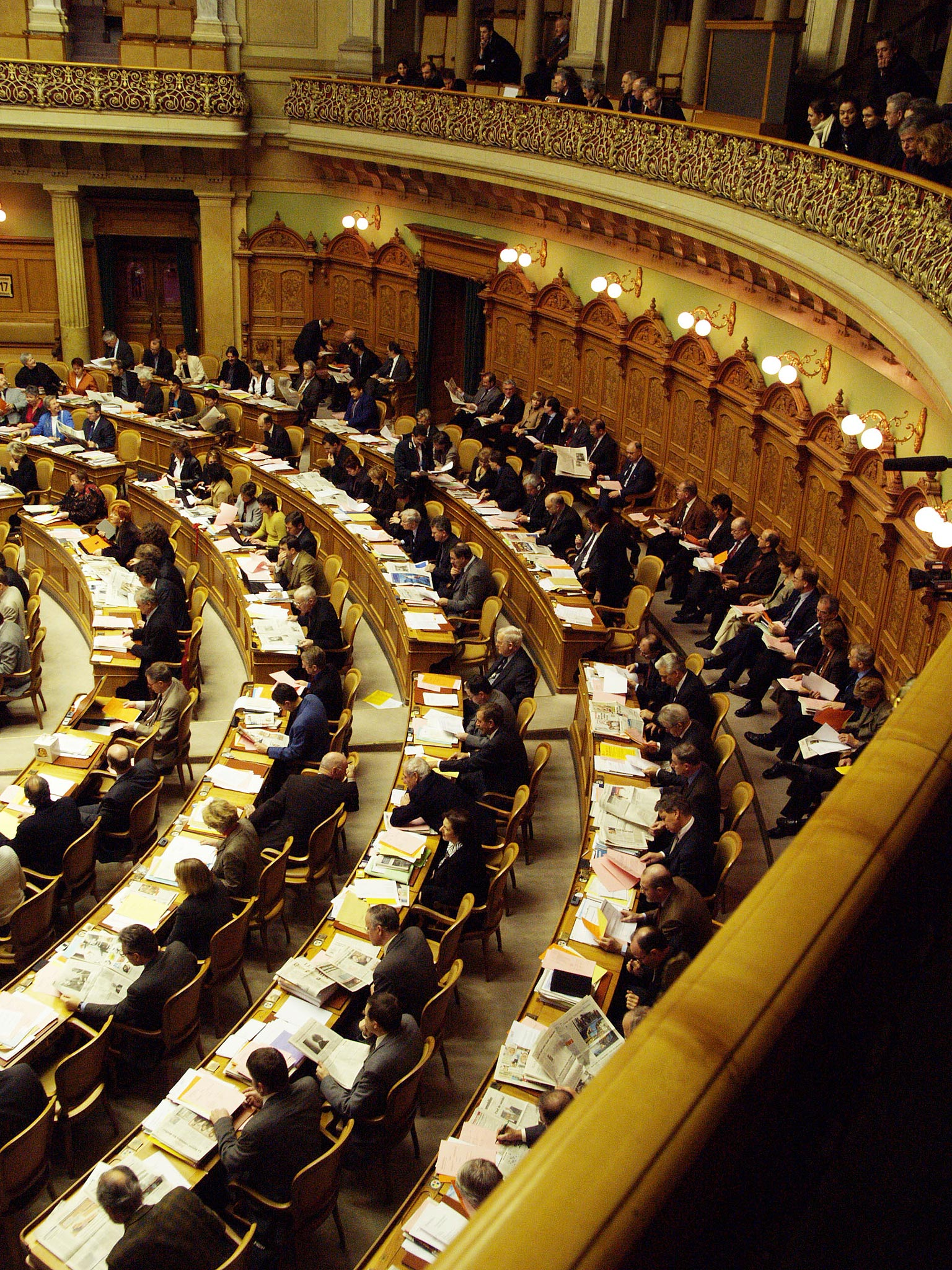
Sesja plenarna Rady Narodowej, jednej z izb Zgromadzenia Federalnego

Na czele każdej izby stoi przewodniczący, wybierany na 1 rok, bez prawa powtórnego wyboru. Do pomocy ma on dwóch wiceprzewodniczących. Zajmuje się on kierowaniem pracami izby, a w przypadku równości głosów, ma głos rozstrzygający.
W każdej izbie występuje dodatkowo ciało wewnętrzne – Biuro. Składa się ono z przewodniczącego, przewodniczących frakcji parlamentarnych (w Radzie Narodowej) lub skrutatorów (w Radzie Kantonów). Biura ustalają merytoryczny program każdej sesji, proponują sposoby prowadzenia obrad nad danymi zagadnieniami, liczebność i skład komisji, ustalają rezultaty głosowań plenarnych itd.
Biura obu izb tworzą Konferencję Koordynacyjną. Ustala ona priorytet czasowy rozpatrywania poszczególnych spraw przedstawianych parlamentowi i ustala plan jego funkcjonowania w ramach sesji, a także zapewnia odpowiednie kontakty z Radą Federalną.
Izby obradują w ramach 4 sesji w roku. Początek każdej sesji ustalony jest w sposób trwały w odpowiedniej ustawie. Natomiast sesje nadzwyczajne zwoływane są wtedy, gdy zażąda tego Rada Federalna lub minimum 1/4 deputowanych którejś z izb. Na sesję nadzwyczajną zbierają się obie izby. Quorum to obecność większości ich członków.
Pomimo iż w parlamencie szwajcarskim znajdują się przedstawiciele różnych partii, to jednak nie można mówić tutaj o systemie partyjnym w pełnym tego słowa znaczeniu. Rząd powoływany jest przez parlament, ale nie jest on rządem koalicyjnym – ponieważ nie ma w nim przywódców partii politycznych, tylko ci, którzy zostali do niego powołani. Członkami rządu nie mogą zostać parlamentarzyści.

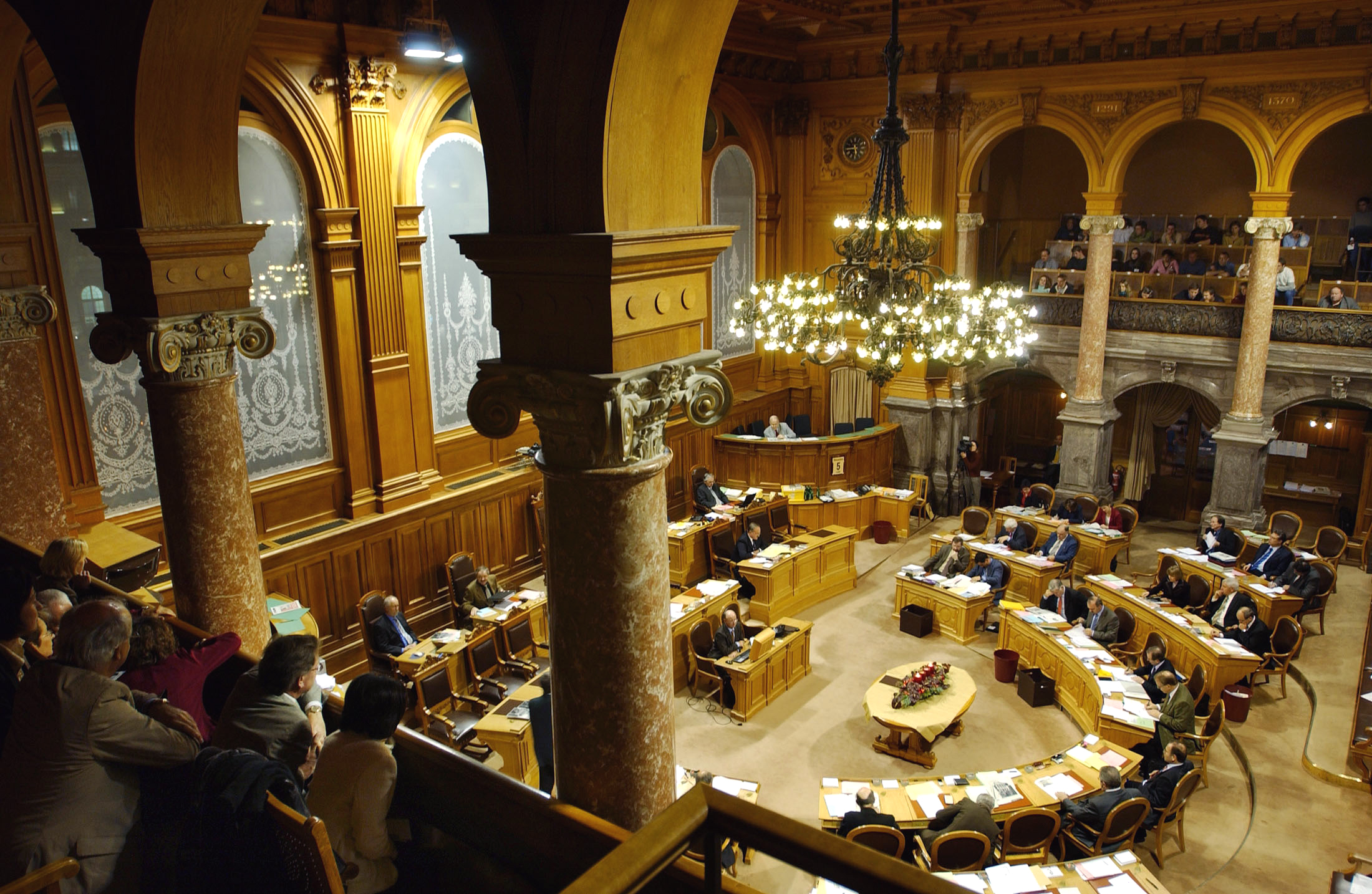
Posiedzenie Rady Kantonów

Od 1959 do 2003 roku, cztery największe partie były reprezentowane w parlamencie, co przekładało się na tzw. „magiczną formułę” – stałe proporcje ich reprezentacji w rządzie:
- 2 stanowiska ministerialne dla Chrześcijańsko-Demokratycznej Partii Ludowej Szwajcarii (CVP/PDC),
- 2 ministerstwa dla Socjaldemokratycznej Partii Szwajcarii (SPS/PSS),
- 2 stanowiska ministerialne dla Radykalno-Demokratycznej Partii Szwajcarii (FDP/PRD),
- 1 ministerstwo dla Szwajcarskiej Partii Ludowej (SVP/UDC).

Taka tradycyjna redystrybucja stanowisk ministerialnych nie miała żadnej podstawy prawnej. W efekcie, w 2003 roku CVP/PDC straciło jedno miejsce na rzecz SVP/UDC.

## System wyborczy
Wybory do Rady Narodowej odbywają się w kantonach, ponieważ każdy kanton to jednocześnie okręg wyborczy. Liczba deputowanych wybieranych z każdego kantonu jest proporcjonalna do liczby obywateli go zamieszkujących (co najmniej jeden deputowany na kanton). Wybory muszą być proporcjonalne (w kantonach wybierających jednego deputowanego jednak większościowe).
Prawo składania zgłoszenia kandydata ma 15-osobowa grupa wyborców na ręce rządów kantonalnych albo też partie, zgłaszające całe listy swoich kandydatów.
Wyborca może głosować w różnoraki sposób:
- na każdego kandydata preferowanej przez siebie listy i wtedy każdy kandydat z tej listy otrzyma jego głos, a preferowana lista komplet głosów tego wyborcy,
- na pewnych tylko kandydatów z tej listy, skreślenie innych. Wówczas tylko niektórzy kandydaci dostają jego głos (w efekcie preferowana przez niego lista otrzyma od niego komplet głosów, z tym że jeden lub kilka z nich nie będzie zaliczony żadnemu kandydatowi),
- skreślić pewnych kandydatów z wybranej przez siebie listy, a w ich miejsce wpisać innych, widniejących na tej samej liście. Taki kandydat otrzyma od danego wyborcy dwa głosy. Taki sposób głosowania nazywa się kumulacją. W efekcie preferowana lista dostanie komplet głosów.
- skreślić niektórych kandydatów z wybranej przez siebie listy, a w ich miejsce wpisać kandydatów z innych list. Wtedy głosy oddane na nieskreślonych kandydatów przypadają preferowanej partii, natomiast głos oddany na wpisanego kandydata przyznawany jest partii, na liście której widniało jego nazwisko. Nazywa się to „pióropuszem” (panachage).

Przekładanie głosów na ilość mandatów przypadających na poszczególne listy partyjne odbywa się według systemu Hagenbacha-Bischoffa.
Wybory do Rady Kantonów są wyborami powszechnymi, większościowymi. Odbywają się w dwóch turach. W pierwszej z nich wymagana jest większość bezwzględna, w drugiej – większość zwykła.

## Rząd (Rada Federalna)
Rząd liczy 7 osób i liczba ta jest zawarta w konstytucji. Jego skład wybierany jest przez Zgromadzenie Federalne. Członkami rządu muszą być osoby z różnych kantonów. Nie mogą one być spokrewnione ani spowinowacone. Istnieje zwyczaj ustanowiony przez tak zwaną Formułę magiczną, iż w rządzie muszą zasiadać przedstawiciele głównych grup językowych oraz wyznaniowych Szwajcarii, a także pochodzący z trzech największych kantonów: Berna, Zurychu i Vaud.
Rząd Szwajcarii działa na zasadzie kolegialności. Teoretycznie oznacza to, iż każdy akt rządowy musi dochodzić do skutku na posiedzeniach rządu, z udziałem wszystkich członków, po przegłosowaniu go i po uprzedniej dyskusji. Ale z powodu natłoku zadań, konstytucja powołuje „departamenty federalne” (ministerstwa), z kierownikami departamentów na czele. Istnieją następujące departamenty: spraw zagranicznych, spraw wewnętrznych, wymiaru sprawiedliwości i policji, finansów i ceł, gospodarki, komunikacji i energetyki, spraw wojskowych. Każdy z takich kierowników jest jednocześnie członkiem Rady Federalnej.
Działalność departamentów podlega kontroli i krytyce ze strony parlamentu (jego komisji). Jednak szefowie departamentów nie mogą być przez niego odwoływani.
W skład Rady Federalnej wchodzą obecnie:
- Simonetta Sommaruga (prezydent w 2020)
- Guy Parmelin
- Ueli Maurer (prezydent w 2019)
- Karin Keller-Sutter
- Viola Amherd
- Ignazio Cassis (prezydent od 1 stycznia 2022)
- Alain Berset (prezydent w 2018).

## Prezydent Federacji
Nie jest on głową państwa, ma znaczenie raczej marginalne, czysto proceduralne (primus inter pares). Jest jednym z członków Rady Federalnej, którego Zgromadzenie Federalne wybrało na przewodniczącego tego ciała. Wybierany jest tylko na jeden rok. Prezydentem zostaje osoba, która w poprzednim roku pełniła funkcję wiceprezydenta.
Jako przewodniczący Rady Federalnej, prowadzi jej obrady, podpisuje jej uchwały i przedstawia jej oświadczenia w parlamencie.
Prezydent posiada jedno „mocniejsze” uprawnienie – może mianowicie wydawać zarządzenia w sprawach pilnych, takich, którymi powinna zająć się Rada, jednak kiedy nie można czekać na jej posiedzenie. Takie zarządzenie musi jednak zostać rozpatrzone w celu zatwierdzenia przez Radę na jej najbliższym posiedzeniu.

## Trybunał Federalny
Jest to organ składający się z 39 sędziów i podzielony na kilka wydziałów. Wybierany jest przez Zgromadzenie Federalne na 6 lat. Zasadą tutaj jest wybieranie tych samych sędziów ponownie, jeżeli tylko pragną oni kontynuować swą pracę w Trybunale.
Trybunał Federalny nie jest trybunałem konstytucyjnym. Posiada on inne kompetencje. M.in. rozpatruje:
- skargi konstytucyjne, wnoszone przez jednostki, uważające iż działania jakichkolwiek władz publicznych naruszyły ich konstytucyjnie zagwarantowane prawa,
- spory pomiędzy Federacją a kantonami oraz pomiędzy samymi kantonami,
- skargi na naruszenie postanowień umów międzynarodowych lub umów zawieranych pomiędzy kantonami,
- skargi gmin dotyczące ewentualnego naruszania ich autonomii przez Federację bądź kantony.

Trybunał Federalny nie może badać zgodności ustaw z konstytucją. Ustawy bowiem może uchylać tylko parlament. Za to może badać i ewentualnie uchylać prawodawstwo kantonalne.